# O Sorriso do Lagarto (livro)
O Sorriso do Lagarto é um romance do escritor brasileiro João Ubaldo Ribeiro, publicado em 1989 pela editora Nova Fronteira. A obra mistura elementos de realismo mágico, ficção científica, romance político e sátira social, sendo considerada uma das mais ousadas do autor.

## Enredo
A história é narrada por Dionísio Aurora, um jornalista e escritor baiano, que investiga e se envolve nos mistérios de uma cidade do litoral da Bahia onde ocorrem fenômenos estranhos. A trama mistura eventos políticos, experiências genéticas, questões ambientais, e conspirações envolvendo cientistas e militares.
No centro do enredo está o personagem Doutor Silveira, um cientista brilhante e enigmático que realiza experimentos secretos com a manipulação genética de seres vivos — incluindo humanos. Ao longo do romance, temas como ética científica, controle social e a busca por poder se entrelaçam com a paisagem tropical e os costumes locais.

## Temas
O romance aborda diversos temas contemporâneos:
- Genética e bioética
- Política autoritária e militarismo
- Corrupção e vigilância
- Misticismo e ciência
- Desigualdade social e racismo estrutural
- Religião, sexo e poder

A obra antecipa discussões sobre manipulação genética e clonagem, inserindo esses tópicos em uma realidade brasileira marcada por sincretismo religioso, desigualdade e violência.

## Estilo
A linguagem do romance é sofisticada, mesclando o humor característico de João Ubaldo com crítica social e passagens filosóficas. O narrador é irônico e ambíguo, por vezes confiável, por vezes cúmplice dos eventos.
O Sorriso do Lagarto é uma obra complexa, de estrutura não linear, que desafia o leitor a decifrar a verdade por trás das múltiplas camadas de narrativa.

## Adaptações
Em 1991, o romance foi adaptado para a televisão em formato de minissérie homônima pela Rede Globo, com roteiro de Walther Negrão e direção de Roberto Talma. A produção teve grande repercussão, contribuindo para a popularização da obra.

## Recepção
A obra recebeu críticas elogiosas por sua originalidade e ousadia temática. Alguns críticos destacaram a complexidade do enredo como um desafio ao leitor médio, mas também reconheceram sua relevância literária e filosófica.